# Bentonville
Bentonville – miasto w Stanach Zjednoczonych (stan Arkansas), siedziba hrabstwa Benton.

## Krótki opis
Położone jest na wyżynie Ozark. 54 909 mieszk. (2019); 59 471 mieszk. (2023); wielki ośrodek drobiarstwa (wylęgarnie, tuczarnie) i przemysłu mleczarskiego (serowarstwo). Siedziba sieci sklepów Walmart. 